# Television Tennis
Television Tennis ist eine stationäre Spielkonsole, die 1975 von Executive Games, Inc. in den USA veröffentlicht wurde.

## Verkaufszahlen
Aufgrund von Produktionsengpässen konnte Executive Games Inc. zwischen November und Dezember 1975 lediglich um die 6.000 Einheiten des Television Tennis ausliefern. Bis Oktober 1976 hatte man ca. 65.000 Konsolen abgesetzt. Die Anzahl der Nachbestellungen übertraf 400.000 Einheiten.